# Apremont-la-Forêt
Apremont-la-Forêt ist eine französische Gemeinde mit 425 Einwohnern (Stand 1. Januar 2022) im Département Meuse in der Region Grand Est (bis 2015 Lothringen). Sie gehört zum Arrondissement Commercy und zum Kanton Saint-Mihiel.

## Geografie
Die Gemeinde Apremont-la-Forêt liegt zwölf Kilometer nördlich von Commercy im Regionalen Naturpark Lothringen. etwa sieben Kilometer südwestlich des Lac de Madine. Umgeben wird Apremont-la-Forêt von den Nachbargemeinden Varnéville im Norden, Loupmont im Nordosten, Bouconville-sur-Madt (Berührungspunkt) und Broussey-Raulecourt im Südosten, Frémeréville-sous-les-Côtes und Saint-Julien-sous-les-Côtes im Süden, Boncourt-sur-Meuse, Pont-sur-Meuse (Berührungspunkt) und Mécrin im Südwesten, Han-sur-Meuse im Westen sowie Saint-Mihiel im Nordwesten.

## Geschichte
Die einst auf einem Hügel gelegene Burg war seit dem 12. Jahrhundert Zentrum der Herrschaft Apremont.
Der Wald von Apremont war während des Ersten Weltkrieges ein stark umkämpfter Kriegsschauplatz, vor allem während der 1. Woëvre-Schlacht, der sogenannten Osterschlacht, im April 1915. Der Ort und das Schloss wurden dabei fast vollständig zerstört.
Die Gemeinde Apremont-la-Forêt wurde 1972 aus den Orten Apremont, Liouville, Saint-Agnant-sous-les-Côtes und Marbotte gebildet.

## Bevölkerungsentwicklung
| Jahr      | 1962 | 1968 | 1975 | 1982 | 1990 | 1999 | 2007 | 2019 |
| Einwohner | 333  | 367  | 326  | 284  | 342  | 336  | 400  | 414  |

## Sehenswürdigkeiten
- Kirche der Geburt der seligen Jungfrau (Église de la Nativité de la Sainte-Vierge)
- Kirche Saint-Agnan im Ortsteil Saint-Agnant-sous-les-Côtes
- Kirche Saint-Gérard im Ortsteil Marbotte
- Fort Liouville (1876–1878)
- Ausstellung zum Ersten Weltkrieg im Bürgermeisteramt von Marbotte

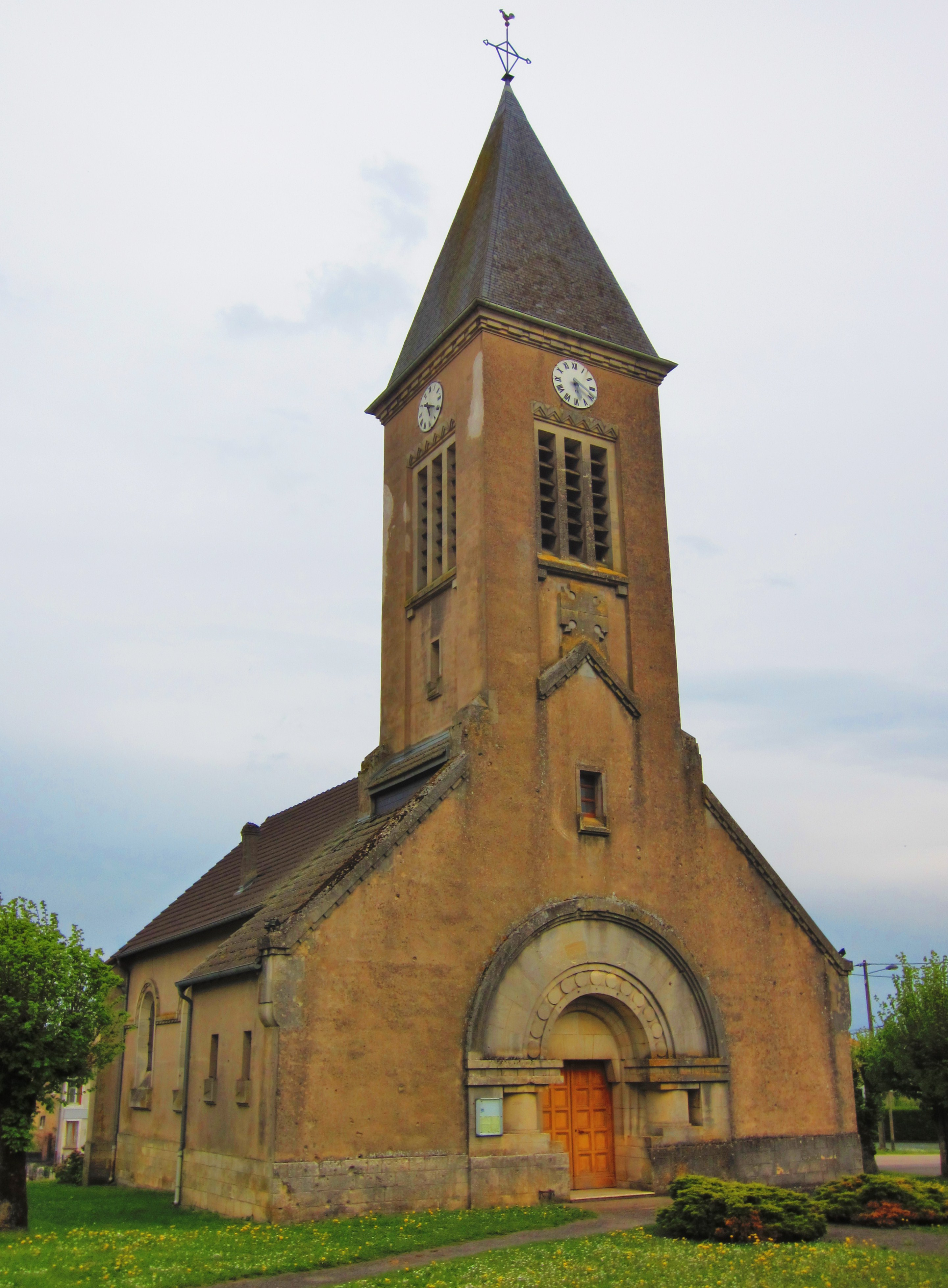
Kirche der Geburt der seligen Jungfra
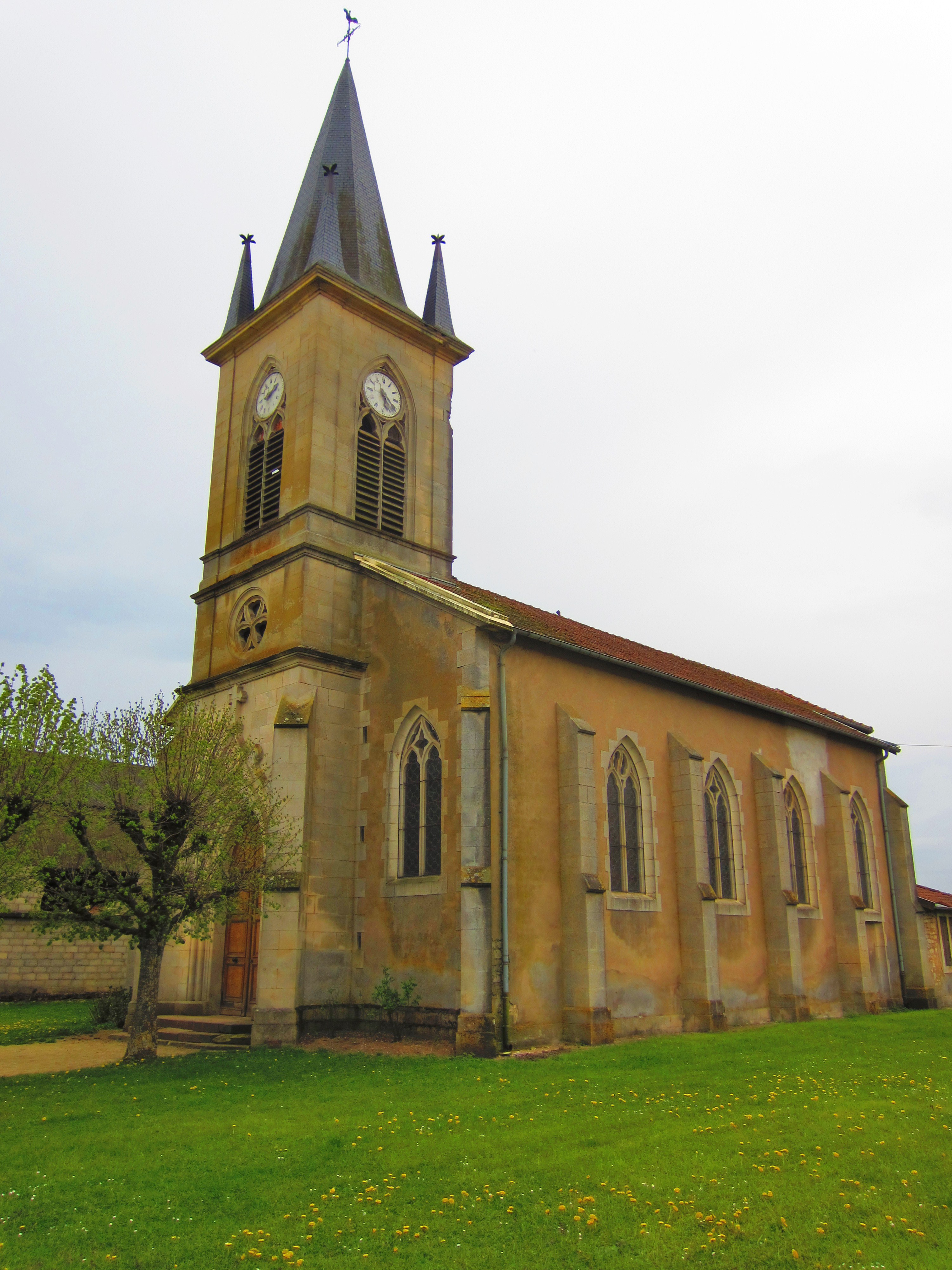
Kirche Saint-Agnan
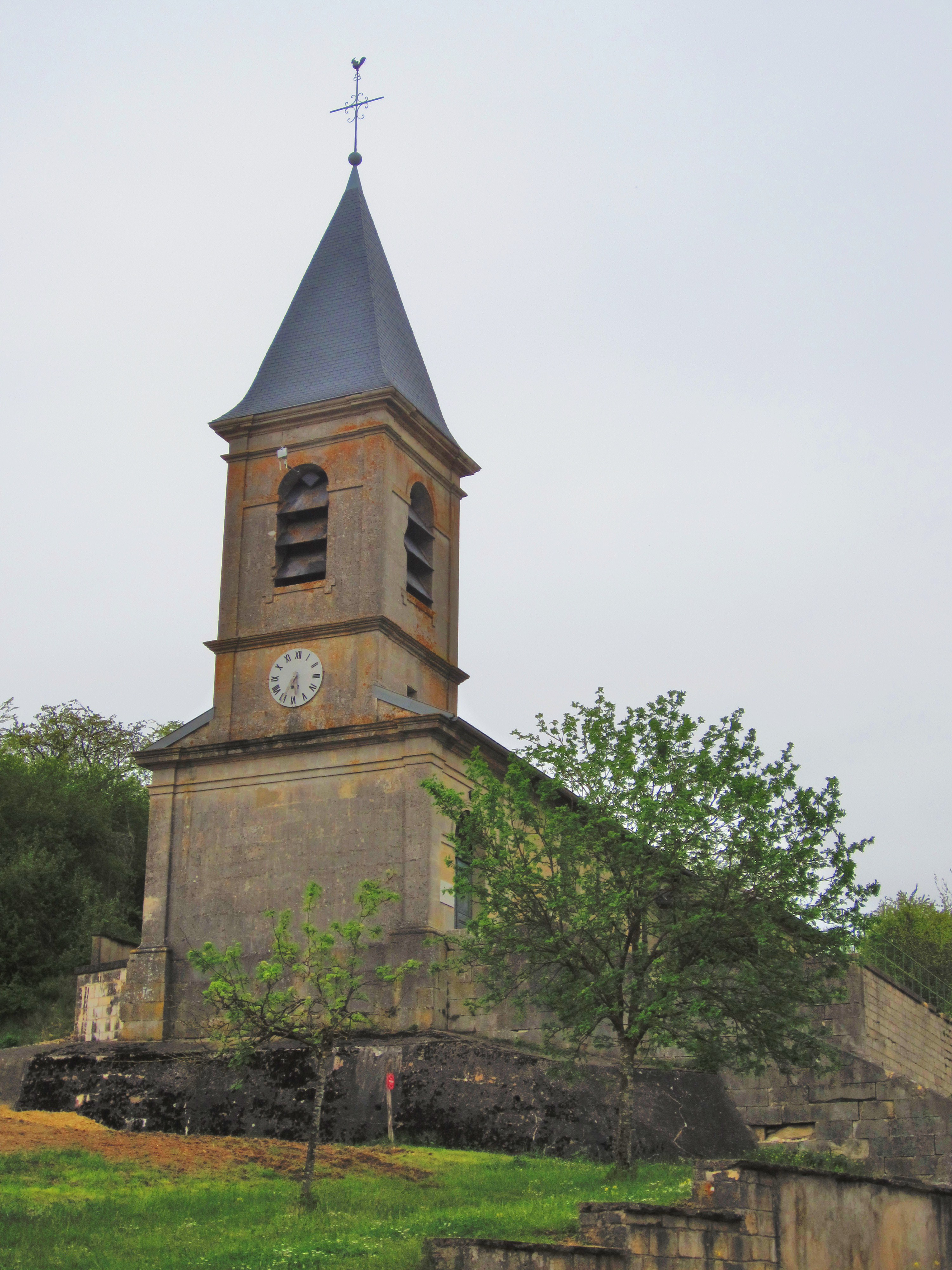
Kirche Saint-Gérard
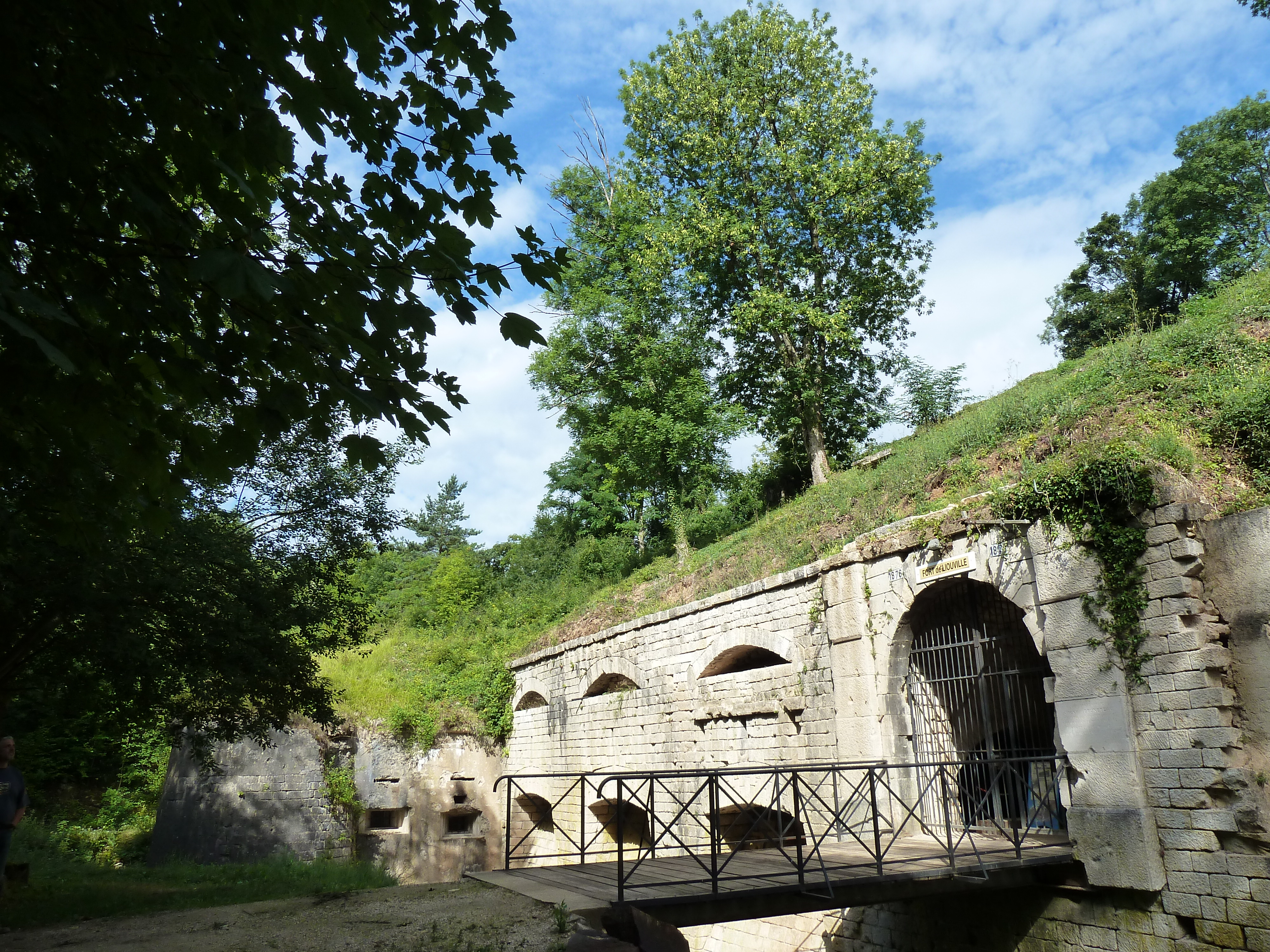
Eingang zum Fort Liouville
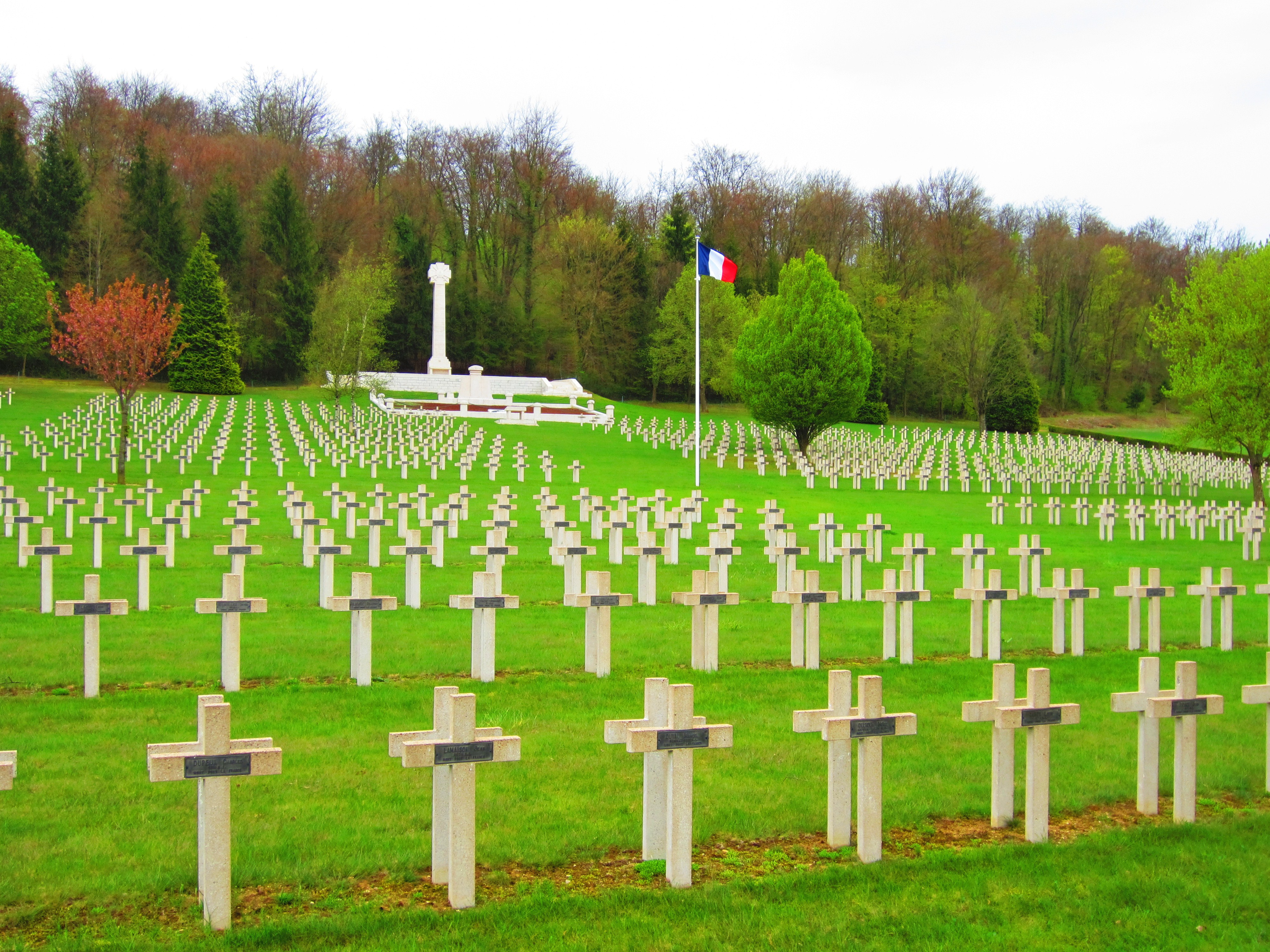
Französischer Soldatenfriedhof in Apremont

## Persönlichkeiten
- Apremont (Adelsgeschlecht)
- Johann von Apremont († 1238), Bischof von Verdun und Bischof von Metz
- Gobert VI. von Apremont (um 1187–1263) Herr von Apremont
- Gottfried II. von Apremont (um 1210–1250) Herr von Apremont, Kreuzfahrer
- Jo Schlesser (1928–1968), Formel-1-Rennfahrer, geboren in Liouville, einem Ortsteil von Apremont
- Ludwig Josef Johann Baptist von Lottner (1872–1914) gefallen im Bois Brule